# Eleccions municipals espanyoles de 1931

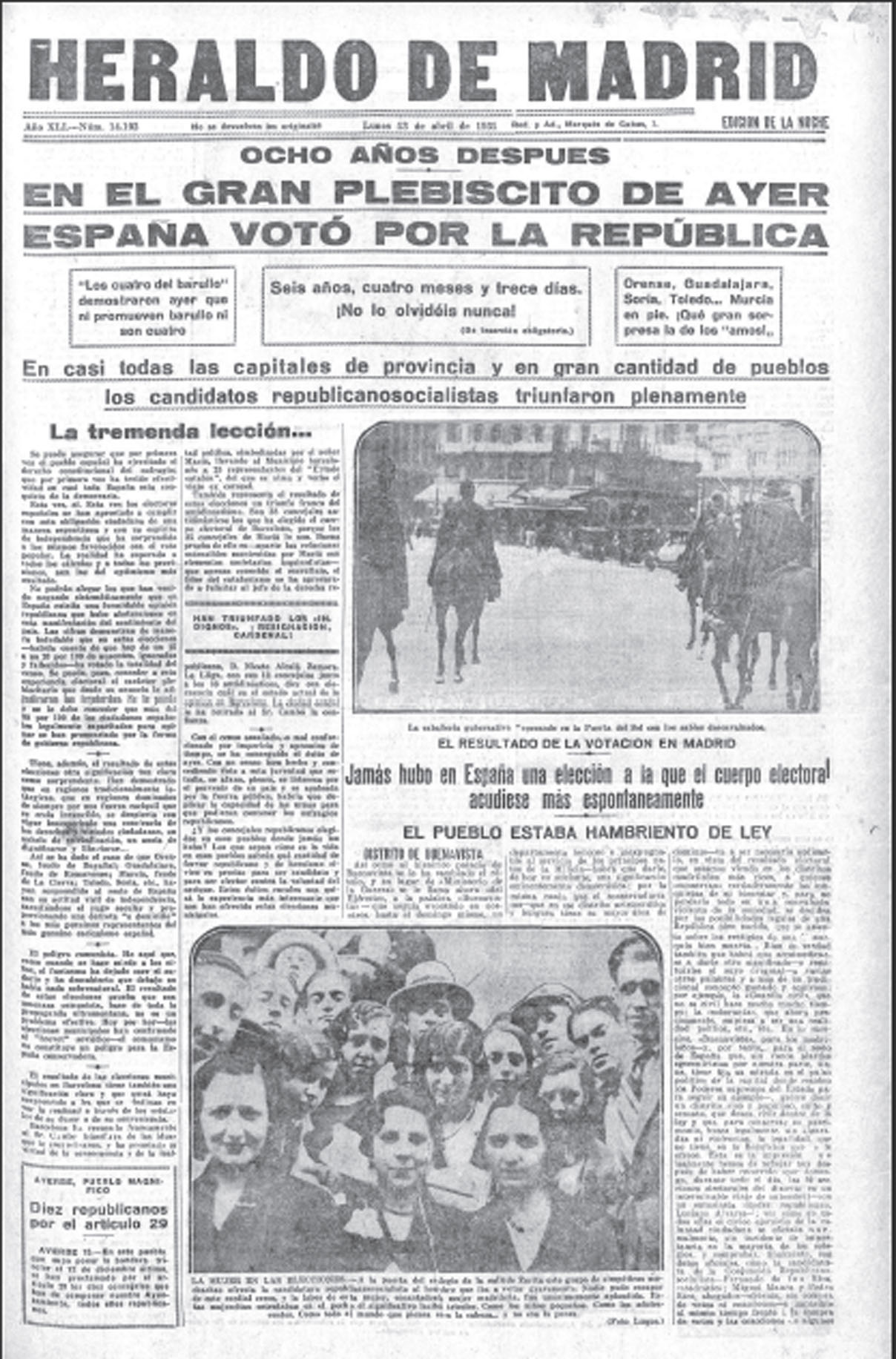
Portada de lHeraldo de Madrid del 13 d'abril de 1931.

Les eleccions municipals del 12 d'abril de 1931 celebrades a Espanya estaven plantejades, de fet, com un plebiscit de la monarquia d'Alfons XIII. El resultat, quantitativament favorable a l'opció monàrquica però amb una victòria dels republicans a les grans ciutats, va ser interpretat com una pèrdua de confiança en la monarquia i el rei va renunciar i marxà d'Espanya dos dies després.

## Antecedents
La crisi econòmica, la contestació social tant de la petita burgesia com de la classe estudiantil i obrera, acaben el gener de 1930 amb la dictadura de Primo de Rivera. El rei Alfons XIII nomena Cap de Govern al general Dámaso Berenguer y Fusté, cap de la casa militar del rei. Aquest constitueix un govern conegut com la dictablanda en clara al·lusió a la manca de fortalesa respecte al règim anterior tot i seguir sent militarista i no democràtic.
La monarquia, que havia estat còmplice de la dictadura, està fortament qüestionada. Antics liberals afectes al règim proposen ara una sortida democràtica abans que hi hagi una explosió revolucionaria.
El moviment obrer creixia vertiginosament, tant a la UGT, com a la CNT. Els partits republicans tenen cada dia més afiliats.
El 17 d'agost de 1930, es reuneixen a Sant Sebastià, Niceto Alcalá-Zamora i Miguel Maura amb els representants de diversos grups polítics, constitucionalistes i republicans contraris al govern Berenguer i a la monarquia, i signen el Pacte de Sant Sebastià, en la que s'acorden una sèrie de mesures orientades a la instauració d'una república parlamentària i un tracte diferencial per Catalunya.
Es produeixen molts intents de cop d'estat. El més destacat moviment de rebel·lió militar va ser la revolta de Jaca el desembre de 1930 que, tot i fracassar, a la llarga acabà donant els seus fruits.
També fracassa un intent de bombardeig del palau reial que havia d'efectuar Ramon Franco qui, finalment, opta per llençar fulletons i refugiar-se a Portugal.
Els signants del Pacte de Sant Sebastià són arrestats, la qual cosa els comportarà una ampla popularitat.
Berenguer proposà unes eleccions generals que no li són acceptades ni per la dreta (que ho considerava arriscat) ni per l'esquerra (que exigia més llibertats i garanties).
Així, el febrer-març de 1931, Berenguer dimití i fou substituït per l'almirall Juan Bautista Aznar-Cabañas. Aquest estructurà un govern conservador amb antigues figures monàrquiques com Garcia Prieto, comte de Romanones, Juan de la Cierva i Joan Ventosa i Calvell de la Lliga Regionalista.
Finalment, per sortir de l'embús i les divergències, tothom convingué a fer unes eleccions municipals que atorguessin un marc constitucional.

## Els partits a les eleccions
La Lliga Regionalista, que en aquell moment estava al govern de Madrid, volia aprofitar el desgavell dels partits monàrquics i liberals i creà un partit d'àmbit estatal, el Centre Constitucional. El Partit Republicà Radical d'Alejandro Lerroux s'integrà en una coalició amb el PSOE i altres. En aquesta coalició hi han figures destacades com Marcel·lí Domingo i Manuel Azaña que representava Acción Republicana.
A Catalunya les esquerres s'estaven reorganitzant. El 17 de març de 1931 es creà Esquerra Republicana de Catalunya, per la unió del Partit Republicà Català, el grup de L'Opinió i Estat Català. Esquerra Republicana no veia clar que pogués tenir presència a les eleccions i li proposà una coalició a Acció Catalana, on militaven Lluís Nicolau d'Olwer i Antoni Rovira i Virgili. Aquests no varen acceptar la proposta i finalment es presentaren separadament.

## Sistema electoral
L'objectiu de les eleccions era escollir els regidors de tots els ajuntaments espanyols. Les eleccions es regiren per la llei municipal de 1877 i per la llei electoral de 1907. El nombre de regidors de cada ajuntament depenia de la població del municipi:
| <500          | 6  | 16.001–18.000 | 21 | 55.001–60.000   | 36 |
| 501–800       | 7  | 18.001–20.000 | 22 | 60.001–65.000   | 37 |
| 801–1.000     | 8  | 20.001–22.000 | 23 | 65.001–70.000   | 38 |
| 1.001–2.000   | 9  | 22.001–24.000 | 24 | 70.001–75.000   | 39 |
| 2.001–3.000   | 10 | 24.001–26.000 | 25 | 75.001–80.000   | 40 |
| 3.001–4.000   | 11 | 26.001–28.000 | 26 | 80.001–85.000   | 41 |
| 4.001–5.000   | 12 | 28.001–30.000 | 27 | 85.001–90.000   | 42 |
| 5.001–6.000   | 13 | 30.001–32.000 | 28 | 90.001–95.000   | 43 |
| 6.001–7.000   | 14 | 32.001–34.000 | 29 | 95.001–100.000  | 44 |
| 7.001–8.000   | 15 | 34.001–36.000 | 30 | 100.001–120.000 | 45 |
| 8.001–9.000   | 16 | 36.001–38.000 | 31 | 120.001–140.000 | 46 |
| 9.001–10.000  | 17 | 38.001–40.000 | 32 | 140.001–160.000 | 47 |
| 10.001–12.000 | 18 | 40.001–45.000 | 33 | 160.001–180.000 | 48 |
| 12.001–14.000 | 19 | 45.001–50.000 | 34 | 180.001–200.000 | 49 |
| 14.001–16.000 | 20 | 50.001–55.000 | 35 | >200.001        | 50 |

Els municipis se subdividien en districtes, que alhora es podien subdividir en col·legis (circumscripcions), tot i que normalment els límits dels col·legis i dels districtes eren els mateixos. La llei municipal deia que en cada col·legi s'havien d'escollir entre tres i sis regidors.
El sufragi era masculí. El sistema de votació era el vot limitat: els electors tenien menys vots que el nombre d'electes del col·legi. Per exemple: en un col·legi on s'havien d'escollir 4 regidors, un elector només podia votar fins a 3 candidats. Sortien electes els candidats amb més vots.
L'article 29 de la llei electoral de 1907 estipulava que en aquells llocs on hi hagués menys candidats que escons a escollir, aquests quedaven escollits directament. A Catalunya el 44,3% dels regidors van ser escollits a través de l'article 29. A Espanya aquesta xifra era del 37%.
L'elecció de l'alcalde corresponia al ple de l'ajuntament. S'escolliria a la primera sessió de la legislatura.

## Resultats electorals

### Resultats globals

Guanyador en regidors per província i per capital de província.
Republicans + Socialistes + Comunistes:
<50%
>50%Monàrquics:
<50%
>50%Altres:
<50%
>50%

Diversos autors han fet recomptes propis que difereixen molt entre ells. Els resultats que es mostren a continuació són extrets de l'Anuari Estadístic d'Espanya de 1931:
| Candidatures | Candidatures | Candidatures | Total    | Total         | Proclamats per l'article 29 | Proclamats per l'article 29 | Escollits per votació | Escollits per votació |
| Candidatures | Candidatures | Candidatures | Regidors | % de regidors | Regidors                    | % de regidors               | Regidors              | % de regidors         |
| ------------ | ------------ | ------------ | -------- | ------------- | --------------------------- | --------------------------- | --------------------- | --------------------- |
|              |              | Republicans  | 34.368   | 42,71         | 13.940                      | 46,77                       | 20.428                | 40,32                 |
|              | Socialistes  | 4.813        | 5,98     | 887           | 2,98                        | 3.926                       | 7,75                  |                       |
|              | Comunistes   | 67           | 0,08     | 10            | 0,03                        | 57                          | 0,11                  |                       |
|              |              | Monàrquics   | 19.035   | 23,65         | 6.065                       | 20,35                       | 12.970                | 25,60                 |
|              |              | Altres       | 15.198   | 18,89         | 6.043                       | 20,28                       | 9.155                 | 18,07                 |
|              |              | No consta    | 6.991    | 8,69          | 2.859                       | 9,59                        | 4.132                 | 8,16                  |
| Total        | Total        | Total        | 80.472   | 100,00        | 29.804                      | 100,00                      | 50.668                | 100,00                |

Les llistes republicanes van triomfar al nord i a l'est d'Espanya. A Andalusia, les Balears, Extremadura i Múrcia van guanyar les candidatures monàrquiques.
El resultats a les grans ciutats donava una victòria aclaparadora als partits republicans. El vot rural va ser majoritàriament monàrquic tot i que es considera que aquest resultat estava condicionat per la pressió dels cacics locals.
Els llocs on els escrutinis eren favorables a les esquerres, la gent envaïa els carrers per a celebrar-ho i en molts ajuntaments es proclamava, directament, la república. El primer ajuntament a pronunciar-se amb aquesta proclama va ser el d'Eibar.
Va ser tan forta la pressió dels partidaris republicans que s'estima que no es va arribar a fer l'escrutini total dels vots a tot Espanya.

#### Capitals de província
Nombre de regidors electes per ideologia:
| Municipi                    | Regidors | Republicans | Republicans | Republicans | Republicans | Republicans | Monàrquics | Monàrquics | Monàrquics |    |    |  |    |
| Municipi                    | Regidors | Rep         | Soc         | Com         | Altres      | Total       | Mon        | Altres     | Total      |    |    |  |    |
| --------------------------- | -------- | ----------- | ----------- | ----------- | ----------- | ----------- | ---------- | ---------- | ---------- | -- | -- |  | -- |
| Municipi                    | Regidors | Alacant     | 39          | 15          | 14          | Total       |            |            | Total      | 29 | 10 |  | 10 |
| Municipi                    | Regidors | Albacete    | 32          | 14          | 4           |             |            | 18         | 14         |    | 14 |  |    |
| Almeria                     | 35       | 24          | 4           |             |             | 28          | 7          |            | 7          |    |    |  |    |
| Àvila                       | 19       | 8           |             |             |             | 8           | 11         |            | 11         |    |    |  |    |
| Badajoz                     | 33       | 11          | 10          |             |             | 21          | 12         |            | 12         |    |    |  |    |
| Barcelona                   | 50       | 34          | 4           |             |             | 38          |            | 12         | 12         |    |    |  |    |
| Bilbao                      | 46       | 12          | 12          | 11          |             | 35          | 3          | 8          | 11         |    |    |  |    |
| Burgos                      | 30       | 10          | 4           |             |             | 14          | 16         |            | 16         |    |    |  |    |
| Càceres                     | 24       | 14          |             |             |             | 14          | 10         |            | 10         |    |    |  |    |
| Cadis                       | 40       |             |             |             |             | 0           | 40         |            | 40         |    |    |  |    |
| Castelló de la Plana        | 30       | 24          | 2           |             |             | 26          |            | 4          | 4          |    |    |  |    |
| Ceuta                       | 35       | 16          | 10          |             |             | 26          |            | 9          | 9          |    |    |  |    |
| Ciudad Real                 | 24       | 4           | 12          |             |             | 16          | 8          |            | 8          |    |    |  |    |
| Conca (Castella - la Manxa) | 21       | 6           | 5           |             |             | 11          | 10         |            | 10         |    |    |  |    |
| Còrdova                     | 44       | 19          | 8           |             |             | 27          | 17         |            | 17         |    |    |  |    |
| Girona                      | 23       | 12          | 3           |             |             | 15          | 3          | 5          | 8          |    |    |  |    |
| Granada                     | 45       | 17          | 18          |             |             | 35          | 6          | 4          | 10         |    |    |  |    |
| Guadalajara                 | 20       | 6           | 8           |             |             | 14          | 5          | 1          | 6          |    |    |  |    |
| Huelva                      | 33       | 13          | 10          |             |             | 23          | 2          | 8          | 10         |    |    |  |    |
| Jaén                        | 32       | 11          | 11          |             |             | 22          | 10         |            | 10         |    |    |  |    |
| La Corunya                  | 39       | 33          | 1           |             |             | 34          | 5          |            | 5          |    |    |  |    |
| Las Palmas                  | 39       | 8           | 8           |             |             | 16          | 20         | 3          | 23         |    |    |  |    |
| Lleida                      | 30       | 23          |             |             |             | 23          |            | 7          | 7          |    |    |  |    |
| Lleó                        | 26       | 11          | 7           |             |             | 18          | 7          | 1          | 8          |    |    |  |    |
| Logronyo                    | 28       | 17          | 3           |             |             | 20          |            | 8          | 8          |    |    |  |    |
| Lugo                        | 28       | 3           | 4           |             |             | 7           | 21         |            | 21         |    |    |  |    |
| Madrid                      | 50       | 16          | 15          |             |             | 31          | 18         | 1          | 19         |    |    |  |    |
| Màlaga                      | 47       | 31          | 5           | 1           |             | 37          | 10         |            | 10         |    |    |  |    |
| Melilla                     | 32       | 19          | 9           |             |             | 28          |            | 4          | 4          |    |    |  |    |
| Múrcia                      | 46       | 18          | 4           | 2           |             | 24          | 19         | 3          | 22         |    |    |  |    |
| Navarra                     | 29       | 9           | 6           |             |             | 15          | 14         |            | 14         |    |    |  |    |
| Osca                        | 20       | 14          |             |             |             | 14          | 4          | 2          | 6          |    |    |  |    |
| Ourense                     | 23       | 6           | 4           | 3           |             | 13          |            | 10         | 10         |    |    |  |    |
| Oviedo                      | 40       | 27          |             |             |             | 27          |            | 13         | 13         |    |    |  |    |
| Palència                    | 24       | 11          | 5           |             |             | 16          | 8          |            | 8          |    |    |  |    |
| Palma                       | 41       | 5           | 4           |             |             | 9           | 27         | 5          | 32         |    |    |  |    |
| Pontevedra                  | 27       | 7           | 2           | 2           | 5           | 16          | 9          | 2          | 11         |    |    |  |    |
| Salamanca                   | 31       | 14          | 5           |             |             | 19          | 12         |            | 12         |    |    |  |    |
| Sant Sebastià               | 39       | 18          | 7           |             | 6           | 31          | 6          | 2          | 8          |    |    |  |    |
| Santa Cruz de Tenerife      | 36       | 22          | 3           |             |             | 25          | 11         |            | 11         |    |    |  |    |
| Santander                   | 40       | 16          | 9           |             |             | 25          | 15         |            | 15         |    |    |  |    |
| Saragossa                   | 47       | 26          | 6           |             |             | 32          | 15         |            | 15         |    |    |  |    |
| Segòvia                     | 21       | 8           | 3           |             |             | 11          | 10         |            | 10         |    |    |  |    |
| Sevilla                     | 50       | 25          | 8           |             |             | 33          |            | 17         | 17         |    |    |  |    |
| Sòria                       | 17       | 7           | 1           |             |             | 8           | 7          | 2          | 9          |    |    |  |    |
| Tarragona                   | 28       | 17          | 2           |             |             | 19          | 4          | 5          | 9          |    |    |  |    |
| Terol                       | 19       | 7           | 5           |             |             | 12          | 7          |            | 7          |    |    |  |    |
| Toledo                      | 25       | 12          | 5           |             |             | 17          | 3          | 5          | 8          |    |    |  |    |
| València                    | 50       | 32          |             |             |             | 32          | 9          | 9          | 18         |    |    |  |    |
| Valladolid                  | 44       | 16          | 10          |             |             | 26          | 18         |            | 18         |    |    |  |    |
| Vitòria                     | 31       | 12          | 3           |             |             | 15          |            | 16         | 16         |    |    |  |    |
| Zamora                      | 22       | 7           | 7           | 1           |             | 15          | 5          | 2          | 7          |    |    |  |    |
| Total                       | 1.724    | 767         | 290         | 20          | 11          | 1.088       | 468        | 168        | 636        |    |    |  |    |

### Catalunya
| Candidatures | Candidatures | Candidatures       | Total    | Total         | Proclamats per l'article 29 | Proclamats per l'article 29 | Escollits per votació | Escollits per votació |
| Candidatures | Candidatures | Candidatures       | Regidors | % de regidors | Regidors                    | % de regidors               | Regidors              | % de regidors         |
| ------------ | ------------ | ------------------ | -------- | ------------- | --------------------------- | --------------------------- | --------------------- | --------------------- |
|              |              | Republicans        | 6.001    | 68,42         | 2.782                       | 71,65                       | 3.219                 | 65,86                 |
|              | Socialistes  | 133                | 1,52     | 19            | 0,49                        | 114                         | 2,33                  |                       |
|              | Comunistes   | 10                 | 0,11     | 2             | 0,05                        | 8                           | 0,16                  |                       |
|              |              | Lliga Regionalista | 1.773    | 20,21         | 759                         | 19,55                       | 1.014                 | 20,74                 |
|              | Monàrquics   | 399                | 4,55     | 120           | 3,09                        | 279                         | 5,71                  |                       |
|              |              | No consta          | 455      | 5,19          | 201                         | 5,18                        | 254                   | 5,20                  |
|              |              |                    | 8.771    | 100.00        | 3.883                       | 100.00                      | 4.888                 | 100.00                |

Majoria d'escons a les capitals de partit judicial
Monàrquics
Republicans
Sense dades

Partit amb més regidors a les capitals de partit judicial.
ERC
PCR
PRR
PRDF
Altres republicans
Lliga Regionalista
Altres monàrquics

Catalunya, juntament amb Aragó, Ceuta i Melilla, va ser una de les zones amb més vot republicà. Els republicans van guanyar a totes les ciutats importants de Catalunya, tret d'Igualada. A Berga van empatar la llista del PCR (republicana) amb la de la Lliga (monàrquica) a 7 escons.

#### Ciutats importants
Nombre de regidors electes per llista:
| Municipi                  | Regidors | Republicans   | Republicans | Republicans | Republicans | Republicans | Republicans | Monàrquics | Monàrquics | Monàrquics |    |    |  |   |
| Municipi                  | Regidors | ERC           | PCR         | PRR         | PRDF        | Altres      | Total       | LR         | Altres     | Total      |    |    |  |   |
| ------------------------- | -------- | ------------- | ----------- | ----------- | ----------- | ----------- | ----------- | ---------- | ---------- | ---------- | -- | -- |  | - |
| Municipi                  | Regidors | Arenys de Mar | 13          |             | 13          |             | Total       |            |            | Total      | 13 |    |  | 0 |
| Municipi                  | Regidors | Badalona      | 32          | 9           |             |             | 8           |            | 17         | 15         |    | 15 |  |   |
| Balaguer                  | 13       |               |             |             |             | 9           | 9           |            | 4          | 4          |    |    |  |   |
| Barcelona                 | 50       | 25            |             | 12          |             | 1           | 38          | 12         |            | 12         |    |    |  |   |
| Berga                     | 14       |               | 7           |             |             |             | 7           | 7          |            | 7          |    |    |  |   |
| Cervera                   | 10       | 4             | 2           |             |             |             | 6           | 2          | 2          | 4          |    |    |  |   |
| El Vendrell               | 12       | 7             |             |             |             |             | 7           |            | 5          | 5          |    |    |  |   |
| Falset                    | 11       |               |             |             |             | 7           | 7           | 1          | 3          | 4          |    |    |  |   |
| Figueres                  | 20       | 12            |             |             | 6           | 1           | 19          | 1          |            | 1          |    |    |  |   |
| Gandesa                   | 11       |               |             |             |             | 7           | 7           | 4          |            | 4          |    |    |  |   |
| Girona                    | 23       | 11            | 4           |             |             |             | 15          | 5          | 3          | 8          |    |    |  |   |
| Granollers                | 18       |               | 13          |             |             |             | 13          |            | 5          | 5          |    |    |  |   |
| Igualada                  | 18       |               |             |             |             | 8           | 8           |            | 10         | 10         |    |    |  |   |
| La Bisbal d'Empordà       | 12       | 2             | 1           |             | 5           |             | 8           |            | 4          | 4          |    |    |  |   |
| La Seu d'Urgell           | 11       |               | 7           |             |             |             | 7           |            | 4          | 4          |    |    |  |   |
| Les Borges Blanques       | 12       |               |             | 8           |             |             | 8           |            | 4          | 4          |    |    |  |   |
| L'Hospitalet de Llobregat | 26       | 8             |             | 1           | 2           | 4           | 15          | 11         |            | 11         |    |    |  |   |
| Lleida                    | 30       | 16            |             | 5           |             | 1           | 22          | 8          |            | 8          |    |    |  |   |
| Manresa                   | 27       |               | 9           | 1           |             | 7           | 17          | 7          | 3          | 10         |    |    |  |   |
| Mataró                    | 26       | 6             | 6           |             |             | 5           | 17          |            | 9          | 9          |    |    |  |   |
| Montblanc                 | 12       | 8             |             |             |             |             | 8           | 4          |            | 4          |    |    |  |   |
| Olot                      | 18       |               |             |             |             | 11          | 11          | 1          | 6          | 7          |    |    |  |   |
| Puigcerdà                 | 10       |               |             |             |             | 7           | 7           | 3          |            | 3          |    |    |  |   |
| Reus                      | 29       | 11            | 5           |             |             | 5           | 21          | 8          |            | 8          |    |    |  |   |
| Sabadell                  | 33       | 3             | 1           | 5           | 13          |             | 22          | 11         |            | 11         |    |    |  |   |
| Sant Feliu de Llobregat   | 13       | 9             |             |             |             | 4           | 13          |            |            | 0          |    |    |  |   |
| Santa Coloma de Farners   | 12       |               | 8           |             |             |             | 8           | 3          | 1          | 4          |    |    |  |   |
| Solsona                   | 11       |               |             |             |             | 7           | 7           | 4          |            | 4          |    |    |  |   |
| Tarragona                 | 28       | 7             | 10          |             |             | 2           | 19          | 2          | 7          | 9          |    |    |  |   |
| Terrassa                  | 31       | 8             | 5           |             |             | 8           | 21          | 1          | 9          | 10         |    |    |  |   |
| Tortosa                   | 30       |               |             |             |             | 20          | 20          | 2          | 8          | 10         |    |    |  |   |
| Tremp                     | 10       |               | 7           |             |             | 1           | 8           |            | 2          | 2          |    |    |  |   |
| Valls                     | 12       | 8             | 2           |             |             |             | 10          |            | 2          | 2          |    |    |  |   |
| Vic                       | 19       |               | 9           |             |             | 2           | 11          | 7          | 1          | 8          |    |    |  |   |
| Vilafranca del Penedès    | 21       | 3             | 4           | 12          |             | 1           | 20          | 1          |            | 1          |    |    |  |   |
| Vilanova i la Geltrú      | 21       | 15            |             |             |             |             | 15          | 6          |            | 6          |    |    |  |   |

## Conseqüències
El govern espanyol, aclaparat per la reacció davant dels resultats, suggereix al rei que accepti el consell dels líders republicans i abandoni Madrid. El rei acceptà la decisió i declarà:
"Les eleccions celebrades el diumenge, em revelen clarament que no tinc, avui, l'amor del meu poble. Podria trobar mitjans suficients per tal de mantenir les meves regies prerrogatives, en eficaç forcejament amb aquells que les combaten. Però, resoludament, vull apartar-me de tot allò que sigui llençar un compatriota contra un altre, en fratricida guerra civil. I, mentre la nació es manifesta, suspenc deliberadament l'exercici del poder reial."
El 14 d'abril de 1931 un govern provisional republicà, presidit per Alcalá Zamora, es fa càrrec dels centres de poder de l'estat mentre Alfons XIII abandona Espanya. El nou govern convocà eleccions per a elaborar unes corts constituents el 28 de juny de 1931.